# Draschen
Draschen je naselje v Občini Sokovo v Okraju Trg na Koroškem v Avstriji.